# Barbara Malcotti
Barbara Malcotti (Tione di Trento, 19 febbraio 2000) è una ciclista su strada italiana che corre per il team Human Powered Health. Scalatrice, attiva in formazioni UCI dal 2019, ha vinto una tappa al Tour de l'Ardèche 2023.

## Palmarès
- 2023 (Human Powered Health, una vittoria)

6ª tappa Tour Cycliste Féminin International de l'Ardèche (Saint-Félicien > Tain-l'Hermitage)

### Altri successi
- 2019 (Valcar Cylance Cycling)

Classifica giovani Setmana Ciclista Valenciana

## Piazzamenti

### Grandi Giri
- Giro d'Italia

2020: 48ª
2021: 21ª
2023: 19ª
2025: 8ª
- Tour de France

2022: squalificata (5ª tappa)
2023: 24ª

### Competizioni mondiali
- Campionati del mondo

Innsbruck 2018 - In linea Junior: 4ª

### Competizioni continentali
- Campionati europei

Trento 2021 - In linea Under-23: 12ª
Anadia 2022 - In linea Under-23: 18ª